# John Dehner
John Dehner, pseudonimo di John Forkum (New York, 23 novembre 1915 – Santa Barbara, 4 febbraio 1992), è stato un attore statunitense.
Ha recitato in oltre 120 film dal 1941 al 1985 ed è apparso in oltre 150 serie, miniserie e film per la televisione dal 1952 al 1988.

## Biografia
John Dehner nacque il 23 novembre 1915 nel distretto di Staten Island a New York, secondogenito di Ella Susana Forkum (nata Dehner) e Ralph LeRoy Forkum.. Prima di diventare attore professionista per lo schermo, lavorò come animatore presso i Walt Disney Studios e in seguito divenne un conduttore e attore radiofonico. Fu anche un pianista professionista.
Prolifico interprete televisivo, recitò anche in un episodio della serie classica di Ai confini della realtà intitolato Il signor Garrity e le tombe, in cui interpretò il protagonista Jared Garrity, l'imbonitore e falso resuscitatore di morti che arriva in una cittadina del vecchio West.
Tra le sue interpretazioni cinematografiche, da ricordare quella dello sceriffo Pat Garrett nel western Furia selvaggia - Billy Kid (1958) di Arthur Penn, al fianco di Paul Newman nel ruolo di Billy the Kid, di Doutreval de Dijon nell'avventura in costume Scaramouche (1952), e di Mr. Bascombe, ruolo non cantato nel musical Carousel (1956), trasposizione per il grande schermo dell'omonimo musical di Rodgers e Hammerstein.
Morì a Santa Barbara, in California, il 4 febbraio 1992, e fu seppellito al Carpinteria Cemetery di Carpinteria.

## Filmografia

### Cinema
- The Reluctant Dragon, regia di Alfred L. Werker, Hamilton Luske, Jack Cutting, Ub Iwerks, Jack Kinney (1941)
- Tarzan contro i mostri (Tarzan's Desert Mystery), regia di Wilhelm Thiele (1943)
- Missione segreta (Thirty Seconds Over Tokyo), regia di Mervyn LeRoy (1944)
- Ho baciato una stella (Hollywood Canteen), regia di Delmer Daves (1944)
- Lake Placid Serenade, regia di Steve Sekely (1944)
- Il grano è verde (The Corn Is Green), regia di Irving Rapper (1945)
- Baciami e lo saprai! (Twice Blessed), regia di Harry Beaumont (1945)
- Capitano Eddie (Captain Eddie), regia di Lloyd Bacon (1945)
- Il sergente e la signora (Christmas in Connecticut), regia di Peter Godfrey (1945)
- Festa d'amore (State Fair), regia di Walter Lang (1945)
- La giocatrice (She Went to the Races), regia di Willis Goldbeck (1945)
- Club Havana, regia di Edgar G. Ulmer (1945)
- The Undercover Woman, regia di Thomas Carr (1946)
- The Catman of Paris, regia di Lesley Selander (1946)
- Tragico destino (Her Kind of Man), regia di Frederick de Cordova (1946)
- Rendezvous 24, regia di James Tinling (1946)
- Eroi nell'ombra (O.S.S.), regia di Irving Pichel (1946)
- The Searching Wind, regia di William Dieterle (1946)
- The Last Crooked Mile, regia di Philip Ford (1946)
- Out California Way, regia di Lesley Selander (1946)
- It's a Joke, Son!, regia di Benjamin Stoloff (1947)
- Vigilantes of Boomtown, regia di R.G. Springsteen (1947)
- Big Town, regia di William C. Thomas (1947)
- Passione di zingara (Golden Earrings), regia di Mitchell Leisen (1947)
- Bionda selvaggia (Blonde Savage), regia di Steve Sekely (1947)
- Bury Me Dead, regia di Bernard Vorhaus (1947)
- L'uomo che vorrei (Dream Girl), regia di Mitchell Leisen (1948)
- Egli camminava nella notte (He Walked by Night), regia di Alfred L. Werker (1948)
- È tempo di vivere (Let's Live a Little), regia di Richard Wallace (1948)
- Il mongolo ribelle (State Department: File 649), regia di Sam Newfield (1949)
- I Cheated the Law, regia di Edward L. Cahn (1949)
- Tulsa, regia di Stuart Heisler (1949)
- Riders of the Pony Express, regia di Michael Salle (1949)
- Kazan, regia di Will Jason (1949)
- The Secret of St. Ives, regia di Phil Rosen (1949)
- Barbary Pirate, regia di Lew Landers (1949)
- Prejudice, regia di Edward L. Cahn (1949)
- Bandits of El Dorado, regia di Ray Nazarro (1949)
- Feudin' Rhythm, regia di Edward Bernds (1949)
- Mary Ryan, Detective, regia di Abby Berlin (1949)
- Horsemen of the Sierras, regia di Fred F. Sears (1949)
- Bodyhold, regia di Seymour Friedman (1949)
- Fuoco alle spalle (Backfire), regia di Vincent Sherman (1950)
- Dynamite Pass, regia di Lew Landers (1950)
- La laguna della morte (Captive Girl), regia di William Berke (1950)
- Texas Dynamo, regia di Ray Nazarro (1950)
- Destination Murder, regia di Edward L. Cahn (1950)
- Viva Robin Hood (Rogues of Sherwood Forest), regia di Gordon Douglas (1950)
- David Harding, Counterspy, regia di Ray Nazarro (1950)
- Tre segreti (Three Secrets), regia di Robert Wise (1950)
- L'ultimo dei bucanieri (Last of the Buccaneers), regia di Lew Landers (1950)
- Counterspy Meets Scotland Yard, regia di Seymour Friedman (1950)
- Il mistero del V3 (The Flying Missile), regia di Henry Levin (1950)
- I quattro cavalieri dell'Oklahoma (Al Jennings of Oklahoma), regia di Ray Nazarro (1951)
- Fort Savage Raiders, regia di Ray Nazarro (1951)
- Il villaggio dell'uomo bianco (When the Redskins Rode), regia di Lew Landers (1951)
- La dinastia dell'odio (Lorna Doone), regia di Phil Karlson (1951)
- Il sergente Carver (The Texas Rangers), regia di Phil Karlson (1951)
- China Corsair, regia di Ray Nazarro (1951)
- Corky of Gasoline Alley, regia di Edward Bernds (1951)
- Piombo rovente (Hot Lead), regia di Stuart Gilmore (1951)
- I 10 della legione (Ten Tall Men), regia di Willis Goldbeck (1951)
- Harem Girl, regia di Edward Bernds (1952)
- Il guanto verde (The Green Glove), regia di Rudolph Maté (1952)
- La lampada di Aladino (Aladdin and His Lamp), regia di Lew Landers (1952)
- Scaramouche, regia di George Sidney (1952)
- Desert Passage, regia di Lesley Selander (1952)
- La conquista della California (California Conquest), regia di Lew Landers (1952)
- Contrabbando per l'oriente (Cripple Creek), regia di Ray Nazarro (1952)
- La donna della maschera di ferro (Lady in the Iron Mask), regia di Ralph Murphy (1952)
- Junction City, regia di Ray Nazarro (1952)
- Gli avventurieri di Plymouth (Plymouth Adventure), regia di Clarence Brown (1952)
- Salto mortale (Man on a Tightrope), regia di Elia Kazan (1953)
- Sangue sul fiume (Powder River), regia di Louis King (1953)
- Forte Algeri (Fort Algiers), regia di Lesley Selander (1953)
- Mani in alto! (Gun Belt), regia di Ray Nazarro (1953)
- Hanno ucciso Vicki (Vicki), regia di Harry Horner (1953)
- Il segreto del Sahara (The Steel Lady), regia di Ewald André Dupont (1953)
- Strauss Fantasy (1954)
- I pionieri della California (Southwest Passage), regia di Ray Nazarro (1954)
- The Bowery Boys Meet the Monsters, regia di Edward Bernds (1954)
- L'ultimo Apache (Apache), regia di Robert Aldrich (1954)
- Il figliuol prodigo (The Prodigal), regia di Richard Thorpe (1955)
- Duello a Bitter Ridge (The Man from Bitter Ridge), regia di Jack Arnold (1955)
- Terra infuocata (Tall Man Riding), regia di Lesley Selander (1955)
- Duello di spie (The Scarlet Coat), regia di John Sturges (1955)
- Il ladro del re (The King's Thief), regia di Robert Z. Leonard (1955)
- Duello sul Mississippi (Duel on the Mississippi), regia di William Castle (1955)
- Nessuno mi fermerà (Top Gun), regia di Ray Nazarro (1955)
- Carousel, regia di Henry King (1956)
- Mi dovrai uccidere! (Please Murder Me), regia di Peter Godfrey (1956)
- Quando la gang colpisce (Terror at Midnight), regia di Franklin Adreon (1956)
- L'ovest selvaggio (A Day of Fury), regia di Harmon Jones (1956)
- La pistola sepolta (The Fastest Gun Alive), regia di Russell Rouse (1956)
- Web il coraggioso (Tension at Table Rock), regia di Charles Marquis Warren (1956)
- Rivolta a Fort Laramie (Revolt at Fort Laramie), regia di Lesley Selander (1957)
- Lo sceriffo di ferro (The Iron Sheriff), regia di Sidney Salkow (1957)
- Schiava degli apaches (Trooper Hook), regia di Charles Marquis Warren (1957)
- Fbi squadra omicidi (The Girl in Black Stockings), regia di Howard W. Koch (1957)
- Furia selvaggia - Billy Kid (The Left Handed Gun), regia di Arthur Penn (1958)
- Apache Territory, regia di Ray Nazarro (1958)
- Dove la terra scotta (Man of the West), regia di Anthony Mann (1958)
- La prigioniera del Sudan (Timbuktu), regia di Jacques Tourneur (1959)
- Fermati, cow boy! (Cast a Long Shadow), regia di Thomas Carr (1959)
- I canadesi (The Canadians), regia di Burt Kennedy (1961)
- Sessualità (The Chapman Report), regia di George Cukor (1962)
- Mia moglie ci prova (Critic's Choice), regia di Don Weis (1963)
- Scandalo in società (Youngblood Hawke), regia di Delmer Daves (1964)
- La carovana dell'alleluia (The Hallelujah Trail), regia di John Sturges (1965)
- Le spie vengono dal cielo (The Helicopter Spies), regia di Boris Sagal (1968)
- Un assassino per un testimone (Stiletto), regia di Bernard L. Kowalski (1969)
- La grande rapina di Long Island (Tiger by the Tail), regia di R.G. Springsteen (1970)
- Non stuzzicate i cowboys che dormono (The Cheyenne Social Club), regia di Gene Kelly (1970)
- Dingus, quello sporco individuo (Dirty Dingus Magee), regia di Burt Kennedy (1970)
- L'infallibile pistolero strabico (Support Your Local Gunfighter), regia di Burt Kennedy (1971)
- Mattatoio 5 (Slaughterhouse-Five), regia di George Roy Hill (1972)
- Il giorno del delfino (The Day of the Dolphin), regia di Mike Nichols (1973)
- The Killer Inside Me, regia di Burt Kennedy (1976)
- L'uomo delle montagne (Guardian of the Wilderness), regia di David O'Malley (1976)
- Non rubare... se non è strettamente necessario (Fun with Dick and Jane), regia di Ted Kotcheff (1977)
- La vera storia di Abramo Lincoln (The Lincoln Conspiracy), regia di James L. Conway (1977)
- I ragazzi venuti dal Brasile (The Boys from Brazil), regia di Franklin J. Schaffner (1978)
- Niente di personale (Nothing Personal), regia di George Bloomfield (1980)
- L'aereo più pazzo del mondo... sempre più pazzo (Airplane II: The Sequel), regia di Ken Finkleman (1982)
- Uomini veri (The Right Stuff), regia di Philip Kaufman (1983)
- Doppio taglio (Jagged Edge), regia di Richard Marquand (1985)
- Dr. Creator - Specialista in miracoli (Creator), regia di Ivan Passer (1985)

### Televisione
- Missione pericolosa (Dangerous Assignment) – serie TV, 2 episodi (1952)
- The Adventures of Kit Carson – serie TV, 1 episodio (1953)
- Royal Playhouse (Fireside Theatre) – serie TV, 1 episodio (1953)
- Stories of the Century – serie TV, 1 episodio (1954)
- Waterfront – serie TV, 1 episodio (1954)
- I segreti della metropoli (Big Town) – serie TV, 1 episodio (1954)
- Schlitz Playhouse of Stars – serie TV, 2 episodi (1954)
- Four Star Playhouse – serie TV, 3 episodi (1954-1955)
- The Millionaire – serie TV, 1 episodio (1955)
- The Man Behind the Badge – serie TV, 1 episodio (1955)
- Your Play Time – serie TV, 1 episodio (1955)
- Matinee Theatre – serie TV, 1 episodio (1955)
- Lux Video Theatre – serie TV, 3 episodi (1955-1956)
- Gunsmoke – serie TV, 12 episodi (1955-1968)
- The Forest Ranger, regia di Paul Landres – film TV (1956)
- Adventures of Falcon – serie TV, 1 episodio (1956)
- Crusader – serie TV, episodio 1x35 (1956)
- Frontier – serie TV, 2 episodi (1956)
- Sheriff of Cochise – serie TV, 1 episodio (1956)
- Disneyland – serie TV, 6 episodi (1956-1986)
- 77º Lancieri del Bengala (Tales of the 77th Bengal Lancers) – serie TV, episodio 1x20 (1957)
- Cheyenne – serie TV, 1 episodio (1957)
- Have Gun - Will Travel – serie TV, episodio 1x08 (1957)
- Date with the Angels – serie TV, 1 episodio (1957)
- Jane Wyman Presents the Fireside Theatre – serie TV, 3 episodi (1957-1958)
- Carovane verso il West (Wagon Train) – serie TV, 2 episodi (1957-1959)
- I racconti del West (Zane Grey Theater) – serie TV, 4 episodi (1957-1960)
- Zorro – serie TV, episodio 1x13 (1958)
- The Betty White Show – serie TV, 1 episodio (1958)
- The Real McCoys – serie TV, 1 episodio (1958)
- Perry Mason – serie TV, 1 episodio (1958)
- Cimarron City – serie TV, episodio 1x04 (1958)
- Yancy Derringer – serie TV, episodio 1x09 (1958)
- The Further Adventures of Ellery Queen – serie TV, episodio 1x03 (1958)
- The Restless Gun – serie TV, 3 episodi (1958-1959)
- Maverick – serie TV, 5 episodi (1958-1962)
- David Niven Show (The David Niven Show) – serie TV, episodio 1x05 (1959)
- Playhouse 90 – serie TV, 1 episodio (1959)
- Alcoa Theatre – serie TV, 1 episodio (1959)
- Goodyear Theatre – serie TV, episodio 3x02 (1959)
- Ricercato vivo o morto (Wanted: Dead or Alive) – serie TV, episodi 1x33-1x35-2x12 (1959)
- Philip Marlowe – serie TV, episodio 1x08 (1959)
- Wichita Town – serie TV, episodio 1x11 (1959)
- Lo sceriffo indiano (Law of the Plainsman) – serie TV, episodio 1x12 (1959)
- Black Saddle – serie TV, 2 episodi (1959-1960)
- The Alaskans – serie TV, 4 episodi (1959-1960)
- Bat Masterson – serie TV, 2 episodi (1959-1961)
- The Rifleman – serie TV, 4 episodi (1959-1961)
- Ai confini della realtà (The Twilight Zone) – serie TV, 3 episodi (1959-1964)
- Bronco – serie TV, 2 episodi (1959-1962)
- Tales of Wells Fargo – serie TV, 4 episodi (1959-1961)
- The Texan – serie TV, episodio 2x17 (1960)
- Laramie – serie TV, 1 episodio (1960)
- Startime – serie TV, 1 episodio (1960)
- The Brothers Brannagan – serie TV, 1 episodio (1960)
- Avventure in paradiso (Adventures in Paradise) – serie TV, episodio 2x11 (1960)
- The Westerner – serie TV, 3 episodi (1960)
- The Rebel – serie TV, 2 episodi (1960-1961)
- The Roaring 20's – serie TV, 27 episodi (1960-1962)
- Indirizzo permanente (77 Sunset Strip) – serie TV, 5 episodi (1960-1963)
- Bonanza – serie TV, 2 episodi (1960-1964)
- Gli uomini della prateria (Rawhide) – serie TV, 5 episodi (1960-1964)
- La famiglia Potter (The Tom Ewell Show) – serie TV, episodio 1x15 (1961)
- Carovana (Stagecoach West) – serie TV, episodi 1x17-1x21-1x25 (1961)
- Gli intoccabili (The Untouchables) – serie TV, 1 episodio (1961)
- The Aquanauts – serie TV, 1 episodio (1961)
- Scacco matto (Checkmate) – serie TV, episodio 2x03 (1961)
- Surfside 6 – serie TV, episodi 2x13-2x35 (1961-1962)
- Lawman – serie TV, 1 episodio (1962)
- Hawaiian Eye – serie TV, episodio 3x24 (1962)
- The Gallant Men – serie TV, episodio 1x05 (1962)
- Empire – serie TV, 1 episodio (1962)
- Stoney Burke – serie TV, 1 episodio (1963)
- The Andy Griffith Show – serie TV, 1 episodio (1963)
- L'impareggiabile Glynis (Glynis) – serie TV, episodio 1x04 (1963)
- La legge del Far West (Temple Houston) – serie TV, episodi 1x13-1x23 (1963-1964)
- Il virginiano (The Virginian) – serie TV, 7 episodi (1963-1969)
- The Greatest Show on Earth – serie TV, episodio 1x15 (1964)
- Combat! – serie TV, 1 episodio (1964)
- La grande avventura (The Great Adventure) – serie TV, episodio 1x19 (1964)
- Assistente sociale (East Side/West Side) – serie TV, episodio 1x25 (1964)
- Mr. and Mrs. – film TV (1964)
- Gli inafferrabili (The Rogues) – serie TV, episodio 1x01 (1964)
- The Baileys of Balboa – serie TV, 26 episodi (1964-1965)
- Branded – serie TV, episodio 1x13 (1965)
- O.K. Crackerby! – serie TV, 1 episodio (1965)
- I forti di Forte Coraggio (F Troop) – serie TV, 1 episodio (1965)
- A Man Called Shenandoah – serie TV, episodio 1x15 (1965)
- La grande vallata (The Big Valley) – serie TV, episodio 1x15 (1965)
- Morning Star – serie TV (1965)
- Selvaggio west (The Wild Wild West) – serie TV, 2 episodi (1965-1966)
- Gli eroi di Hogan (Hogan's Heroes) – serie TV, 3 episodi (1965-1966)
- Insight – serie TV, 2 episodi (1965-1970)
- Viaggio in fondo al mare (Voyage to the Bottom of the Sea) – serie TV, 1 episodio (1966)
- I giorni di Bryan (Run for Your Life) – serie TV, episodio 2x07 (1966)
- Codice Gerico (Jericho) – serie TV, episodio 1x07 (1966)
- Il ladro (T.H.E. Cat) – serie TV, 1 episodio (1966)
- Sui sentieri del West (The Outcasts) – serie TV, episodio 1x05 (1968)
- The Monroes – serie TV, 1 episodio (1967)
- Winchester 73 – film TV (1967)
- Capitan Nice (Captain Nice) – serie TV, 2 episodi (1967)
- Organizzazione U.N.C.L.E. (The Man from U.N.C.L.E.) – serie TV, 1 episodio (1967)
- Tarzan – serie TV, episodio 2x13 (1967)
- Al banco della difesa (Judd for the Defense) – serie TV, 3 episodi (1967-1969)
- The Beverly Hillbillies – serie TV, 1 episodio (1968)
- The Flying Nun – serie TV, 1 episodio (1968)
- Missione impossibile (Mission: Impossible) – serie TV, 2 episodi (1968)
- Sui sentieri del West (The Outcasts) – serie TV, 1 episodio (1968)
- Something for a Lonely Man – film TV (1968)
- Ironside – serie TV, 1 episodio (1968)
- Mannix – serie TV, 1 episodio (1969)
- The Queen and I – serie TV, 1 episodio (1969)
- Get Smart – serie TV, episodio 5x06 (1969)
- Ai confini dell'Arizona (The High Chaparral) – serie TV, 2 episodi (1969)
- Dove vai Bronson? (Then Came Bronson) – serie TV, 1 episodio (1970)
- La terra dei giganti (Land of the Giants) – serie TV, 1 episodio (1970)
- Quarantined, regia di Leo Penn – film TV (1970)
- The Silent Force – serie TV, 2 episodi (1970)
- L'immortale (The Immortal) – serie TV, 1 episodio (1970)
- My Wives Jane – film TV (1971)
- Doris Day Show (The Doris Day Show) – serie TV, 48 episodi (1971-1973)
- Love, American Style – serie TV, 1 episodio (1973)
- Temperatures Rising – serie TV, 13 episodi (1973-1974)
- Il mago (The Magician) – serie TV, 1 episodio (1974)
- Honky Tonk – film TV (1974)
- I missili di ottobre (The Missiles of October) – film TV (1974)
- Colombo (Columbo) – serie TV, 2 episodi (1974-1976)
- Petrocelli – serie TV, 1 episodio (1975)
- Kolchak: The Night Stalker – serie TV, 1 episodio (1975)
- The Big Rip-Off – film TV (1975)
- McCoy – serie TV, 1 episodio (1975)
- Switch – serie TV, 1 episodio (1975)
- S.W.A.T. – serie TV, 1 episodio (1975)
- Movin' On – serie TV, 1 episodio (1975)
- Ellery Queen – serie TV, episodio 1x11 (1975)
- Barbary Coast – serie TV, 1 episodio (1975)
- The New Daughters of Joshua Cabe – film TV (1976)
- Danger in Paradise – film TV (1977)
- Big Hawaii – serie TV, 9 episodi (1977)
- Alla conquista del West (How the West Was Won) – miniserie TV, 1 episodio (1978)
- I grandi eroi della Bibbia (Greatest Heroes of the Bible) – serie TV, 1 episodio (1978)
- Quincy (Quincy M.E.) – serie TV, 1 episodio (1979)
- Il giovane Maverick (Young Maverick) – serie TV, 8 episodi (1979-1980)
- Hawaii Squadra Cinque Zero (Hawaii Five-O) – serie TV, 1 episodio (1980)
- Enos – serie TV, 17 episodi (1980-1981)
- California Gold Rush, regia di Jack Hively – film TV (1981)
- Cuore e batticuore (Hart to Hart) – serie TV, 1 episodio (1981)
- Il profumo del potere (Bare Essence) – miniserie TV (1982)
- Venti di guerra (The Winds of War)– miniserie TV, 1 episodio (1983)
- Il profumo del potere (Bare Essence) – serie TV, 11 episodi (1983)
- Hardcastle & McCormick (Hardcastle and McCormick) – serie TV, 1 episodio (1985)
- I Colby (The Colbys) – serie TV, 4 episodi (1986-1987)
- Ricordi di guerra (War and Remembrance)– miniserie TV, 3 episodi (1988)

## Doppiaggio
- Voce narrante in La verità su Mamma Oca, regia di Bill Justice e Wolfgang Reitherman (1957)
- Voce narrante in Paperino e l'ecologia, regia di Hamilton Luske (1961)
- Voce narrante in Pippo e il fuoribordo, regia di Wolfgang Reitherman (1961)

## Doppiatori italiani
Nelle versioni in italiano delle opere in cui ha recitato, John Dehner è stato doppiato da:
- Emilio Cigoli in Sangue sul fiume, Rivolta a Fort Laramie, Duello a Bitter Ridge, La sfida di Zorro
- Gualtiero De Angelis in Scaramouche, Il ladro del re, Zorro
- Renato Turi in Il figliuol prodigo, L'ovest selvaggio, Dove la terra scotta
- Giulio Panicali in Gli avventurieri di Plymouth
- Bruno Persa in L'ultimo Apache
- Luigi Pavese in Duello di spie
- Nando Gazzolo in Apache Territory
- Manlio Busoni in Furia selvaggia - Billy Kid
- Mauro Bosco ne Il fantomatico Edward Sims
- Ugo Bologna in Doris Day Show
- Giorgio Gusso ne I ragazzi venuti dal Brasile
- Giorgio Piazza ne Il profumo del potere (1982)
- Giorgio Lopez ne Il profumo del potere (1983)
- Gianni Musy in Dr. Creator - Specialista in miracoli
- Sandro Iovino in Zorro (ridoppiaggio)